# Ärztestopp
Ärztestopp ist die umgangssprachliche Benennung einer Massnahme zur Begrenzung der Neuzulassungen von Ärzten in der Schweiz. Der Bundesrat hat die umstrittene Massnahme 2002 auf dem Verordnungsweg eingeführt. Sie beruhte auf einer gesetzlichen Grundlage, nämlich dem 2001 ins schweizerische Krankenversicherungsgesetz eingefügten Artikel 55a, der dem Bundesrat eine solche Kompetenz gibt. Der politische Grund für die Massnahme war und ist das überdurchschnittliche Wachstum der Gesundheitskosten in der Schweiz. Der Bundesrat hoffte, dass sich mit dieser Massnahme die Kostensteigerungen abbremsen liessen.
Die Massnahme des Bundesrats galt nur befristet. Die Idee war, das Problem der Gesundheitskosten auf dem normalen Weg der Gesetzgebung in den Griff zu bekommen, was sich in der Folge aber als schwierig erwies. Deshalb wurde die Verordnung des Bundesrats schliesslich ins Gesetz überführt, allerdings ebenfalls nur befristet. In der Folge wurde der Ärztestopp bisher mehrere Male verlängert, das letzte Mal von 2019 bis 2021.
Die Wirkung der Massnahme war von Anfang an umstritten. Auch die politische Unterstützung der Massnahme wurde immer schmaler. 2009 konnten in den beiden Kammern nur noch knapp Mehrheiten für die dritte Verlängerung gefunden werden. Die Massnahme wurde auch erheblich abgeschwächt, indem den Kantonen zahlreiche Ausnahmen ermöglicht und die Massnahme auf Spezialärzte beschränkt wurde. Um einen drohenden Ärztemangel in der Grundversorgung abzuwenden, hatte das Schweizer Parlament im Sommer 2010 beschlossen, Allgemeinmediziner, praktische Ärzte und Internisten sowie Kinder- und Jugendärzte von der Beschränkung durch den Ärztestopp auszunehmen.